# گراند والس بریلیانت در می بمل ماژور (شوپن)
گراند والس بریلیانت در می بمل ماژور، اپوس ۱۸ در سال ۱۸۳۳ توسط فردریک شوپن ساخته و در سال ۱۸۳۴ منتشر شد. شوپن این قطعه را به شاگرد خود، لورا هورسفورد (Laura Horsford) تقدیم کرد.
این اثر، اولین والس منتشرشده شوپن برای پیانو تک‌نواز بود. با اینحال شوپن تا پیش از سال ۱۸۳۴، حداقل شانزده والس نوشته بود که نابود شده یا پس از مرگش انتشار یافته هست.
شوپن همچنین سه والس منتشر شده خود در سال ۱۸۳۸ را گراند والس بریلیانت نامید.
در سال ۱۹۰۹، ایگور استراوینسکی، آهنگساز روسی، برای نمایش باله «Les Sylphides» سال ۱۹۰۹ سرگئی دیاگیلف، این والس را برای ارکستر تنظیم کرد.

## پیش زمینه
انگیزه اصلی شوپن، ساخت والسی بود که از والس‌های پرزرق و برق و سطحی وینی، متمایز باشد. او در نامه‌ای به خانواده خود نوشت:
اما من لزوماً هرچیزی را به صرف وینی بودن یاد نمی‌گیرم؛ من حتی طرز صحیح رقص والس را نمی‌دانم.
به همین خاطر، تمام والس‌هایی که شوپن تا پیش از این قطعه ساخته بود، کوتاه و ساده هست و چندان به موسیقی رقص شباهت ندارد. با اینحال شوپن، مانند سایر آهنگسازان، برای ماندگار شدن، به موسیقی پر زرق و برق نیاز داشت و به همین دلیل این والس را ساخت؛ قطعه‌ای که عملاً موسیقی رقص بود.

## ساختار
این قطعه در می بمل ماژور ساخته شده و سرعت آن ویوو هست (Vivo_ به معنی پرشور و تند). فرم این والس سه بخشی هست؛ یعنی بخش اول در پایان قطعه تکرار می‌شود.
این قطعه را می‌توان به پنج قسمت تقسیم کرد، بخش اول در می بمل ماژور، بخش دوم و سوم در ر بمل ماژور، بخش چهارم در سل بمل ماژور هست. در بخش پنجم، بخش ابتدایی در می بمل ماژور تکرار می‌شود، سپس قطعه با کودا در می بمل ماژور به پایان می‌رسد.